# Tournefortia carnosa
Tournefortia carnosa är en strävbladig växtart som beskrevs av Philip Miller. Tournefortia carnosa ingår i släktet Tournefortia och familjen strävbladiga växter. Inga underarter finns listade i Catalogue of Life.